# Sofia Samatar
Sofia Samatar (arabski: صوفيا ساماتار) – amerykańska uczona, pisarka i pedagożka, pochodząca z Indiany. Jest profesorem nadzwyczajnym języka angielskiego na James Madison University.

## Nagrody
Opowiadanie autorki Selkie Stories Are for Losers było nominowane zarówno do Nagrody Nebula i Nagrody Hugo w 2014 w kategorii najelpsze opowiadanie, a także do British Science Fiction Association Award i World Fantasy Award.
Wiersz Samatar „APACHE CHIEF” był nominowany do Rhysling Award.
W 2014 roku Samatar zdobyła British Fantasy Award za najlepszą powieść (nagrodę Roberta Holdstocka) za książkę Cudzoziemiec w Olondii. Zdobyła również World Fantasy Award, Nagrodę Williama L. Crawforda, a także w wyniku publikacji powieści zdobyła Nagrodę Astounding w kategorii najlepszy nowy pisarz. Książka była nominowana również do Nagrody Locusa w kategorii najlepszego debitu. 
Monster Portraits , zbiór opowiadań opublikowany w lutym 2018, zdobył nominacje do nagrody Calvino Prize.
The White Mosque była nominowana do PEN/Jean Stein Book Award w 2023. Praca zdobyła również nagrodę Bernarda J. Brommela za biografię i wspomnienia 2023 (Midland Authors Book Award).
The Practice, the Horizon, and the Chain to tekjst, który zdobył nominację do Nagrody Hugo w 2025 za najlepsze opowiadanie.

## Wybrana twórczość

### Powieści
- Cudzoziemiec w Olondrii (wyd. Mag, 2014), ang. A Stranger in Olondria (Small Beer Press, 2013)
- Skrzydlate opowieści (wyd. Mag, 2022), ang. The Winged Histories (Small Beer Press, 2016)

### Literatura faktu
- The White Mosque (Catapult, 2022)
- Tone (wraz z Kate Zambreno, Columbia University Press, 2023)
- Opacities (Soft Skull Press, 2024)[10]

### Zbiory opowiadań
- Tender (Small Beer Press, 2017)[11]

### Opowiadania
- "Meet Me in Iram" (Guillotine Series, nr.10, 2015)
- "The Closest Thing to Animals" (Fireside Fiction, 2015)
- "Tender" (OmniVerse, 2015)
- "Request for an Extension on the Clarity" (Lady Churchill's Rosebud Wristlet, 2015)
- "Those" (Uncanny Magazine, 2015)
- "Walkdog" (Kaleidoscope: Diverse YA Science Fiction and Fantasy Stories, 2014)
- "A Girl Who Comes Out of a Chamber at Regular Intervals" (Lackington's, 2014)
- "Ogres of East Africa" (Long Hidden: Speculative Fiction from the Margins of History, 2014)
- "How to Get Back to the Forest" (Lightspeed, 2014)
- "Olimpia's Ghost" (Phantom Drift, 2013)
- "How I Met the Ghoul" (Eleven Eleven, 2013)
- "Bess, the Landlord's Daughter, Goes for Drinks with the Green Girl" (Glitter & Mayhem, 2013)
- "I Stole the D.C.'s Eyeglass" (We See a Different Frontier: A Postcolonial Speculative Fiction Anthology, 2013)
- "Dawn and the Maiden" (Apex Magazine, 2013)
- "Selkie Stories Are for Losers" (Strange Horizons, 2013)
- "Honey Bear" (Clarkesworld Magazine, 2012)
- "A Brief History of Nonduality Studies" (Expanded Horizons, 2012)
- "The Nazir" (Ideomancer, 2012)
- Monster Portraits (zbiórr opowiadań) (Rose Metal Press, 2017)
- Tender (zbiór opowiadań) (Small Beer Press, 2017)
- The Practice, the Horizon, and the Chain (opowiadanie) (Tor, 2024)

### Poezja
- "Make the Night Go Faster" (Liminality, 2014)
- "The Death of Araweilo" (Tor.com, 2014)
- "Long-Ear" (Stone Telling, 2014)
- "APACHE CHIEF" (Flying Higher: An Anthology of Superhero Poetry, 2013)
- "Persephone Set Free" (Mythic Delirium, 2013)
- "Undoomed" (Ideomancer, 2013)
- "Shahrazad Spoils the Coffee" (Jabberwocky, 2012)
- "Snowbound in Hamadan" (Stone Telling, 2012)
- "Burnt Lyric" (Goblin Fruit, 2012)
- "The Hunchback's Mother" (inkscrawl, 2012)
- "Lost Letter" (Strange Horizons, 2012)
- "Qasida of the Ferryman" (Goblin Fruit, 2012)
- "The Year of Disasters" (Bull Spec, 2012)
- "Girl Hours" (Stone Telling, 2011)
- "The Sand Diviner" (Stone Telling, 2011)